# Últims supervivents
Últims supervivents (títol original en anglès, Last Survivors) és una pel·lícula de thriller estatunidenca de 2021 dirigida per Drew Mylrea i protagonitzada per Drew Van Acker, Alicia Silverstone i Stephen Moyer. Té lloc en un món postapocalíptic on durant els últims vint anys Troy (Stephen Moyer) ha criat el seu fill ja gran, Jake (Drew Van Acker), aïllat a un bosc a quilòmetres de distància de qualsevol resta de civilització. S'ha doblat i subtitulat al català.
Es va rodar principalment a Butte a l'estat de Montana i es va acabar el gener de 2021.

## Repartiment
- Drew Van Acker com a Jake
- Alicia Silverstone com a Henrietta
- Stephen Moyer com a Troy